# Sindhudesh

Mapa mostrando Sinde no Paquistão.

Sindhudesh (em sindi:  سنڌو ديش, literalmente "País Sindi") é um movimento para uma pátria separada para os sindis proposta por partidos nacionalistas para a criação de um Estado sindi autônomo dentro Paquistão ou independente do mesmo. O movimento é baseado na província Sinde e foi concebido pelo líder político G. M. Syed após a independência de Bangladesh. Ele deu uma nova direção ao nacionalismo sindi, fundou o Jeay Sindh Tehreek em 1972 e apresentou a ideia do Sindhudesh.
Os separatistas sindis rejeitam o caminho parlamentar de luta pela obtenção da liberdade e dos direitos. Nenhum partido nacionalista sindi jamais foi eleito para o poder em Sinde em qualquer nível de governo. Nos últimos anos, vários nacionalistas sindis abandonaram a ideologia e se juntaram à política dominante devido à desilusão dentro das fileiras, falta de apoio público e a repressão por parte das agências de aplicação da lei. Alguns partidos e associações nacionalistas foram proibidos por atividades "terroristas, anti-Estado e de sabotagem" pelo governo paquistanês. 
Sinde é membro da Organização das Nações e Povos Não Representados (UNPO) e é representado na organização pelo Congresso Mundial Sinde. 